# Arjonilla
Arjonilla – gmina w Hiszpanii, w prowincji Jaén, w Andaluzji, o powierzchni 42,56 km². W 2011 roku gmina liczyła 3830 mieszkańców.